# Willi Gabriel
Willi Gabriel (né le 24 septembre 1931 à Owiesno) est un archer ouest-allemand.

## Palmarès
- Jeux olympiques
  - 6e à l'individuel homme aux Jeux olympiques d'été de 1976 à Montréal.